# Kantyna w Katowicach-Giszowcu
Kantyna w Katowicach-Giszowcu – zabytkowy budynek dawnej jadłodajni i kantyny w Katowicach, położony na terenie dzielnicy Giszowiec, przy ulicy Radosnej 35, powstały wraz z budową osiedla patronackiego Giszowiec w latach 1907–1910. Został on zaprojektowany przez Georga i Emila Zillmannów. 
Początkowo w obiekcie funkcjonowała jadłodajnia i kantyna przeznaczona dla nieżonatych górników mieszkających w pobliskich, obecnie nieistniejących, domach noclegowych. W latach międzywojennych funkcjonowała tutaj biblioteka Towarzystwa Czytelni Ludowych, a później kolejno: klub Gwarek, bar i restauracja. 7 maja 2002 roku budynek ten został wpisany do rejestru zabytków.

## Historia

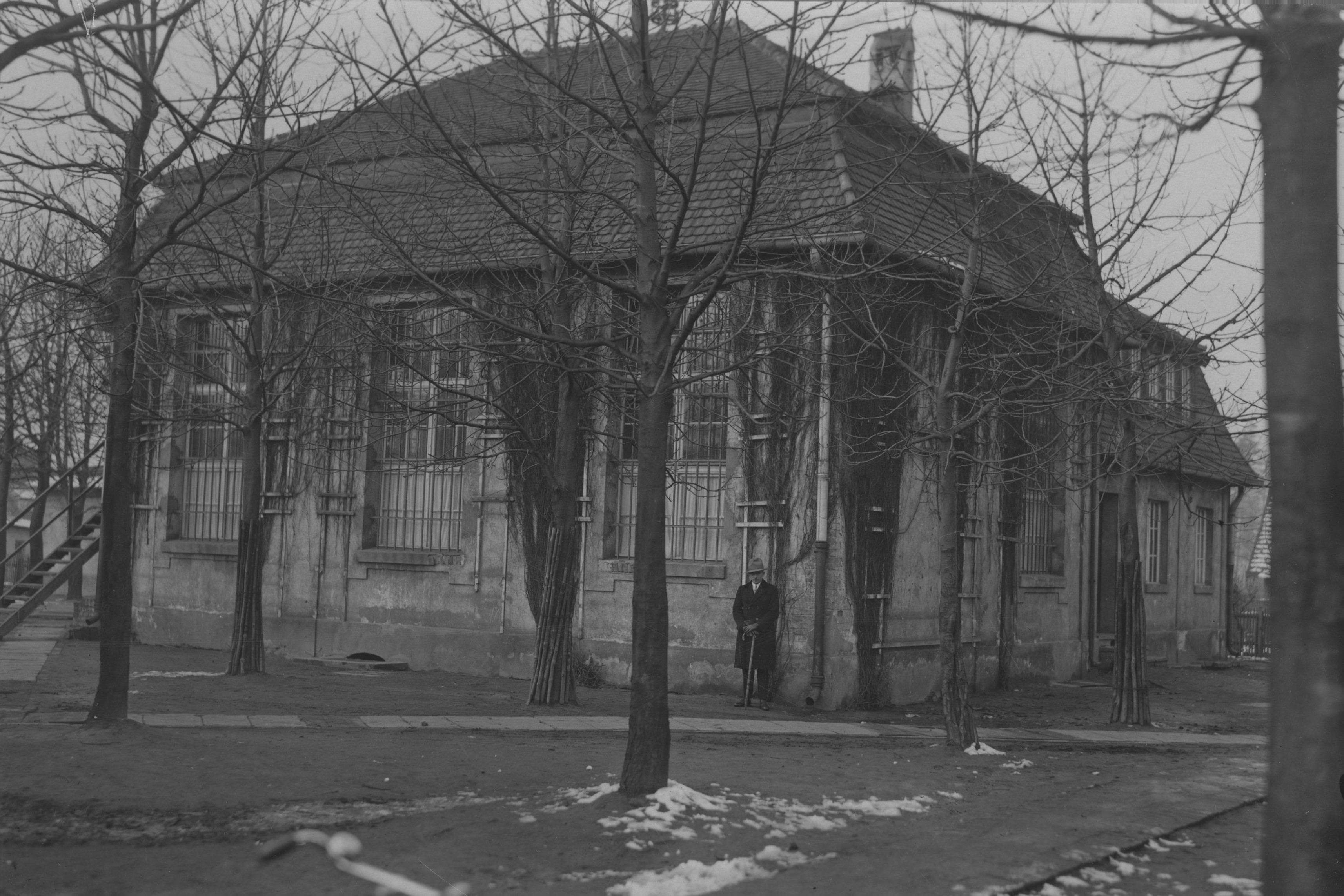
Budynek kantyny w latach międzywojennych; wówczas oddział Towarzystwa Czytelni Ludowych

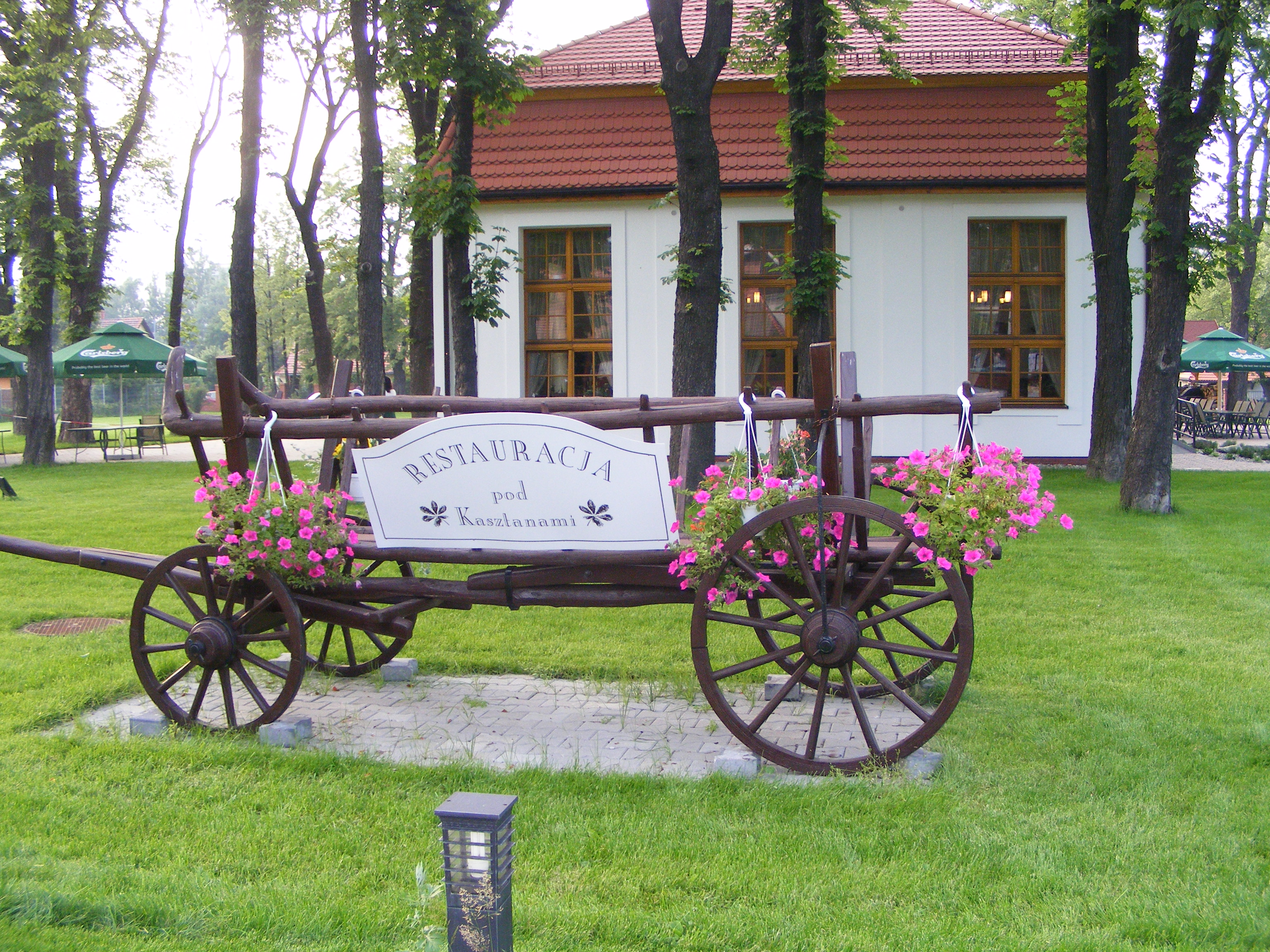
Szyld dawnej restauracji „Pod Kasztanami”

Kantyna powstała do 1910 roku wraz z całym osiedlem patronackim Giszowiec z inicjatywy ówczesnego dyrektora generalnego spółki Georg von Giesches Erben – Antona Uthemanna. Został on zaprojektowany przez Georga i Emila Zillmannów z Charlottenburga koło Berlina.
Budynek kantyny powstał pomiędzy domami noclegowymi dla nieżonatych górników, z których większość to byli mieszkańcy spoza Królestwa Prus: głównie z Galicji, Rosji i Węgier. W budynku kantyny działała również jadłodajnia. Nadzór nad nią sprawował zarządca, który wydawał posiłki mieszkańcom domów noclegowych po ustalanych przez Georg von Giesches Erben cenach. Kantyna powstała celem ograniczenia kontaktów pomiędzy mieszkańcami Giszowca a przebywającymi w domach noclegowych pracownikami pobliskiej kopalni „Giesche”.
W okresie plebiscytu na Górnym Śląsku w Giszowcu powołano oddział Towarzystwa Czytelni Ludowych, które prowadziło w budynku dawnej kantyny bibliotekę.
W latach 60. XX wieku, w związku z powstaniem w Giszowcu kopalni „Staszic”, zadecydowano o wyburzeniu unikatowego osiedla i postawieniu w jego miejscu nowego kompleksu złożonego z wielokondygnacyjnych bloków mieszkalnych. Na przełomie lat 60. i 70. XX wieku rozpoczęto wyburzanie osiedla Giszowiec. Wyburzeniu groziło całe osiedle, dlatego też rozpoczęto działania celem jej uratowania. Przetrwała jedynie jedna trzecia części zabytkowej zabudowy. Ze względu na zły stan techniczny w 1980 roku pobliskie budynki domu noclegowego skreślono z rejestru zabytków i je wyburzono. Zachowano jedynie budynek dawnej kantyny.
W 1982 roku, po wcześniejszym przejęciu budynku dawnej kantyny oraz sąsiedniego kompleksu pralni od kopalni Wieczorek przez kopalnię „Staszic”, obiekty te przekazano Związkowi Socjalistycznej Młodzieży Polskiej. W budynkach tych został urządzony klub Gwarek. Po wyburzeniu domów noclegowych w budynku działał bar piwny Gwarek. Opuszczony obiekt zaczął popadać w ruinę, a w pożarze spłonęła część dachu. 7 maja 2002 roku budynek wpisano do rejestru zabytków. W 2009 roku po gruntownej rewitalizacji obiektu uruchomiono w nim restaurację Pod Kasztanami. Przy budynku powstało pole do minigolfa z 18 dołkami. Obiekt ten jest obecnie nieczynny.

## Architektura i otoczenie
Budynek dawnej kantyny został zlokalizowany na osiedlu patronackim Giszowiec, przy ulicy Radosnej 35. Został on zaprojektowany przez Georga i Emila Zillmannów z Charlottenburga. Zewnętrzna, prosta elewacja budynku ozdobiona jest pilastrami. Dach mansardowy został pokryty dachówką.
Jadalnia w kantynie była jasna i przestronna. Podłogi jadalni były betonowe z gładzią asfaltową. Posiłki były przyrządzane w kuchni w obszernych kotłach, którą od jadalni oddzielał duży kredens. W pokoju kredensowym zainstalowano dużą szafę grzewczą do podgrzewania dań. Na parterze znajdował się też przedsionek, spiżarnia oraz pomieszczenie z napojami. W piwnicy znajdował się magazyn, a na piętrze budynku zaaranżowano mieszkanie dla mistrza domów noclegowych.